# SKIF Ordabasy Szymkent
SKIF Ordabasy Szymkent (kaz. СКІФ Ордабасы Шымкент Футбол Клубы) – kazachski klub piłkarski z siedzibą w Szymkencie.

## Historia
Chronologia nazw:
- 1991-1992: Arsenał-SKIF Szymkent (kaz. Арсенал-СКІФ Ордабасы Шымкент)
- 1993-1996: SKIF Ordabasy Szymkent (kaz. СКІФ Ордабасы Шымкент)

Klub został założony w 1991 jako Arsenał-SKIF Szymkent. W debiutował w pierwszych rozgrywkach o Mistrzostwo niepodległego Kazachstanu. W 1993 roku zmienił nazwę na SKIF Ordabasy Szymkent. W sezonie 1996 nie dokończył rozgrywek w Wysszej Lidze i został rozformowany.

## Sukcesy
- Priemjer-Liga: wicemistrz (1992)
- Puchar Kazachstanu: finalista (1995)